# Marij
Marij (Gaius Marius), rimski vojskovodja, *157 pr. n. št., Cereatae blizu Arpinuma (zdaj Arpino), † 86 pr. n. št., Rim.
Rojen je bil v kmečki družini. Odlikoval se je v numantinski  vojni (134 pr. n. št.). V vojni proti numidiskemu kralju Jugurti je 107 pr. n. št. prevzel poveljstvo nad rimskimi četami in vanje prvi vključil tudi proletarce (prebivalce brez imetja). V vojski je užival velik sloves. Leta 107 pr. n. št. je bil prvič izbran za konzula (kasneje je bil izvoljen še šestkrat (104 pr. n. št.–100 pr. n. št. in 86 pr. n. št.)). Svojim veteranom je priskrbel zemljo, izboljšal je urjenje ter disciplino v vojski in jo spremenil v poklicno.  Leta 102 pr. n. št. je premagal Tevtone pri kraju Aquae Sextiae (zdaj Aix-en-Provence v južni Franciji), leta 101 pr. n. št. pa Kimbre pri kraju Vercellae v Piemontu in jih tako dokončno porazil. Leta 90 pr. n. št. je bil poveljnik v zavezniški vojski, a je 89 pr. n. št. poveljstvo izgubil. V vojni proti Mitridatu VI. je Suli s pomočjo senata odvzel poveljstvo, kasneje pa je bil pregnan v Afriko. Leta 87 pr. n. št., ko se je Sula bojeval v Grčiji, se je vrnil in s pomočjo Cinne zavzel Rim. Naslednje leto je bil ponovno izbran za konzula in se je nad svojimi nekdanjimi političnimi nasprotniki maščeval s pokolom. Sula ga je razglasil za državnega sovražnika. Marij je kljub temu umrl naravne smrti le nekaj dni pred ponovnim prevzetjem službe konzula. Njegova žena je bila Julija, teta Gaja Julija Cezarja.

## Časovnica
Leta so od Broughton 1952, str. 589.
Glej tudi:
- Numantinska vojna
- Kimbrska vojna
- Jugurtinska vojna
- Zavezniška vojna
- Prva mitridatska vojna
- Bellum Octavianum
- Sullina državljanska vojna